# Anton Faistenberger

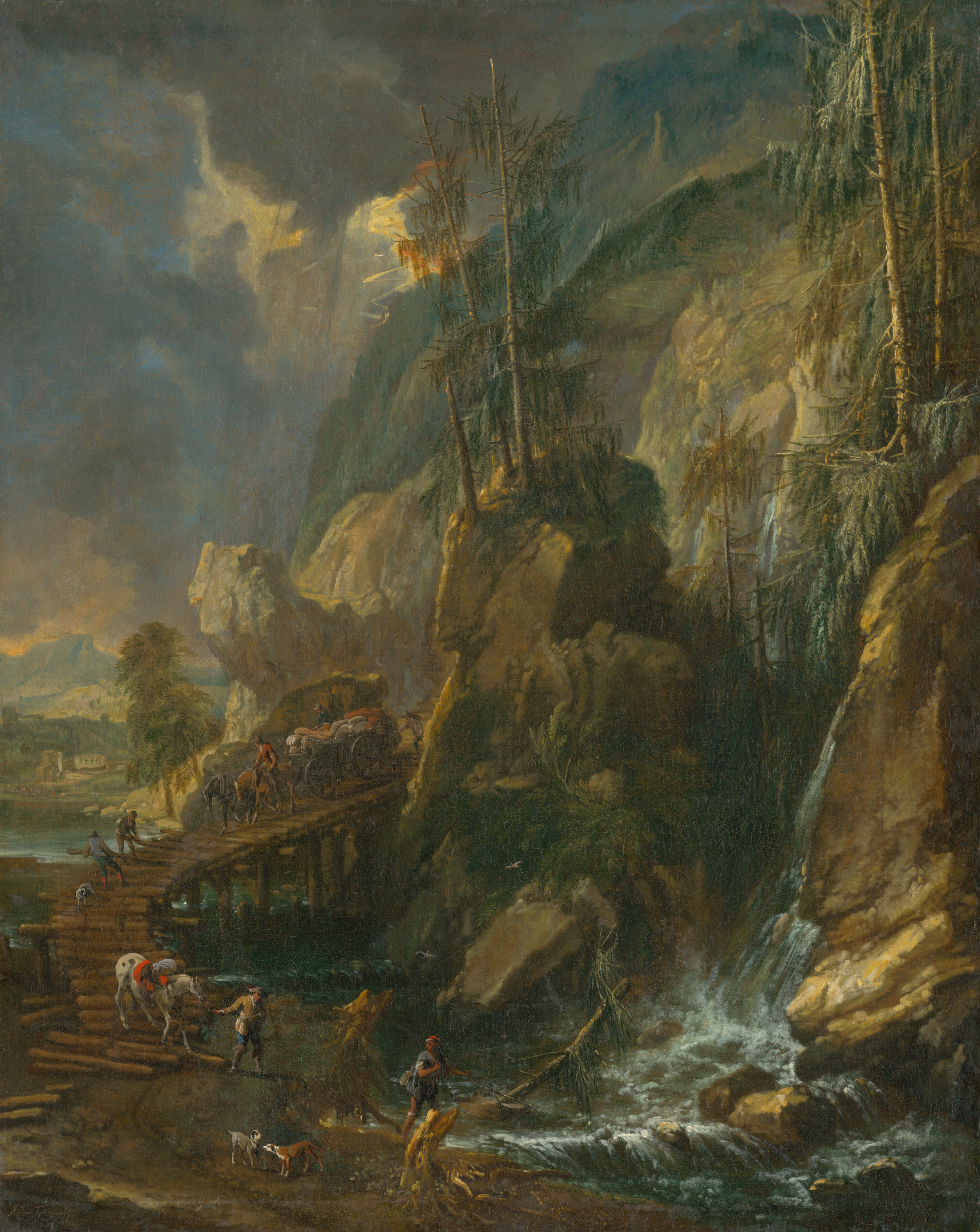
Vor dem Sturm, 1690, Slowakische Nationalgalerie

Anton Faistenberger (* 1663 in Salzburg; † 29. Februar 1708 in Wien) war ein österreichischer Maler und Radierer.

## Leben
Über das Leben von Anton Faistenberger ist nur wenig bekannt und belegbar. Er stammte aus der österreichischen Maler- und Bildhauerfamilie Faistenberger, die vom 16. bis zum 18. Jahrhundert nachweisbar ist. 1663 wurde er als Sohn des Malers Wilhelm Faistenberger (1623–ca. 1690) und dessen erster Ehefrau Susanna († 1674) in Salzburg geboren. Am 8. November des Jahres wurde er getauft. Der Maler Joseph Faistenberger, welcher aus einer späteren Ehe des Vaters mit Maria Anna Spergerin hervorging, war sein Halbbruder.
Anton Faistenbergers künstlerische Ausbildung ist umstritten. Ältere Literatur nennt einen ersten Lehrer namens Baurisch oder Bouritsch in Salzburg und Passau sowie einen Aufenthalt in der Werkstatt von Salvator Rosa in Rom. Letzteres ist jedoch kaum möglich, da Rosa bereits 1673 starb. Andere Forscher vermuten bei Anton Faistenberger einen autodidaktischen Ansatz.
Anton Faistenberger wirkte vor allem in Wien und Prag. Da er in Wien im Palais Esterházy wohnte, ist anzunehmen, dass er für die Familie Esterházy tätig war. Vor 1694 hielt er sich möglicherweise in Venedig auf, wo er sich mit Johann Carl Loth anfreundete, der Staffagefiguren zu seinen Landschaftsbildern beigetragen haben soll. Nachgewiesen ist Faistenbergers Zusammenarbeit mit dem Maler Johann Graf, der unter anderem die Staffage zu vier seiner Landschaften beitrug, die 1694 im Empfangs- und Ausgabenbuch des Stiftes Heiligenkreuz verzeichnet sind. 1706 hielt sich Faistenberger vermutlich schon in Prag auf, wo er für Fürst Adam Andreas von Liechtenstein an fünf Supraporten für das Schloss Koloděje arbeitete. Im gleichen Jahr unternahm er Reisen nach Dresden und Leipzig. Gemeinsam mit Franz Werner Tamm malte Faistenberger Bilder für Fürst Liechtenstein, die 1707 bezahlt wurden. Er war auch im Auftrag des österreichischen Kaiserhofs tätig, so schuf er die Landschaften für das Sterbezimmer von Kaiser Joseph I. in der Wiener Hofburg, an denen 1711 und 1714 (nach Faistenbergers Tod 1708) noch Restarbeiten durch Peter Strudel und Akademiestudenten vorgenommen wurden.
Zu Anton Faistenbergers Schülern gehörten Joseph Faistenberger und Josef Orient (1677–1747), den er in Wien unterrichtete. Da Joseph Faistenberger durch seinen Bruder nachhaltig beeinflusst wurde und ähnliche Motive wählte, ist die Zuschreibung einiger ihrer Bilder unklar.
Am 20. Februar 1703 heiratete Anton Faistenberger in der Michaelerkirche Theresia, die Witwe des kaiserlichen Kellermeisters Johann Frank.

## Werke (Auswahl)
Faistenbergers Stil lässt sich als konventionell beschreiben, was vermutlich der Grund dafür ist, dass er als bekanntestes Mitglied der Künstlerfamilie Faistenberger gilt. Seine Bilder sind der Landschaftsmalerei zuzuordnen. In einem Teil seiner Arbeiten widmete er sich der italienischen Ideallandschaft und zeigt sich von seinen Vorbildern Gaspard Poussin und Salvator Rosa beeinflusst. Andere Einflüsse waren flämische und holländische Meister wie Peter Paul Rubens und Jacob van Ruisdael. In seinem Spätwerk verzichtete Faistenberger auf eine klare Aufteilung seiner Landschaftsbilder in Vorder-, Mittel- und Hintergrund zugunsten einer unmittelbareren Naturbeobachtung im scheinbar zufälligen Bildausschnitt.
Neben der Malerei war Faistenberger auch als Radierer tätig.
In öffentlichen Sammlungen befinden sich unter anderem folgende seiner Werke:
- Hirschhatz in bergigem Gelände, Öl auf Leinwand, 74 × 93 cm, Belvedere (Leihgabe der Gemäldegalerie der Wiener Akademie der bildenden Künste)
- Italienische Landschaft, Leinwand, 73 × 97 cm, Bayerische Staatsgemäldesammlungen
- Baumwildnis mit Füchsen und Vögeln, Leinwand, 94,7 × 134,4 cm, Bayerische Staatsgemäldesammlungen[3]
- Vor dem Sturm, ca. 1690–1700, Öl auf Leinwand, 97,7 × 77,7 cm, Signatur unten links: „Antoni Faistenberger“, Slowakische Nationalgalerie[4]
- Landschaft mit Überfall, um 1700, Öl auf Leinwand, 160 × 228 cm, Belvedere
- Landschaft mit dem Barmherzigen Samariter, um 1700, 170 × 224 cm, Germanisches Nationalmuseum[5]
- Gewitterlandschaft, nach 1700, Öl auf Leinwand, 98 × 118 cm, Signatur links unten: „Antoni Faistenberger“, Belvedere[6]